# Juan Lechín Oquendo
Juan Lechín Oquendo (Coro Coro, Bolivia; 18 de mayo de 1914-27 de agosto de 2001) fue un destacado líder sindical y secretario general de la Federación Sindical de Trabajadores Mineros de Bolivia (FSTMB) desde 1944 a 1987 y de la Central Obrera Boliviana (COB) desde 1952 a 1987. Entre 1960 y 1964 fue vicepresidente de Bolivia.

## Biografía
Lechín fue hijo de un inmigrante libanés casado con una boliviana. Nació en Coro Coro, departamento de La Paz, en 1914. Fue trabajador en Catavi en las minas estaño de propiedad de Simón Iturri Patiño.
Fue el segundo de cinco hermanos. Su hermana mayor Victoria murió cuando él era joven. Le seguían su medio hermano Juan Delgadillo, su hermana Cristina, su hermana Clara y el menor llamado José. 
Su hermana Clara, después se casaría con Eduardo Dehne, industrial minero muy adinerado en Oruro, descendiente de Alexander Dehne, militar alemán con el grado de Coronel que llegó contratado por el ejército Boliviano en la guerra del Pacífico, el cual sería nombrado héroe por el gobierno Boliviano. Eduardo Dehne fue un personaje muy importante y conocido en la ciudad de Oruro, llegando a ser alcalde de esta ciudad en varias oportunidades, colaboró con Juan Lechín. 
Estudió interno en el Instituto Americano en la década de los años 20 donde conoció a Hernán Siles Suazo que aunque mayor fue su amigo y luego su correligionario en el MNR y presidente del país en dos oportunidades (1956 y 1983).
Participó en la guerra del Chaco en 1932.
En 1944, sube a la presidencia Gualberto Villarroel y a Lechín, por intermedio de Siles, le ofrecen la subsecretaria de Comercio. Él más bien elige la SubPrefectura de Uncía, una población fundamentalmente comercial que proveía insumos a dos grandes minas aledañas, siglo XX y Catavi. Como SubPrefecto era la autoridad política de la región y por tanto de las grandes empresas mineras que intentaron corromperlo en varias oportunidades. Su cercanía con los trabajadores y la defensa que hizo de ellos frente a la empresa hizo que lo invitaran al Primero Congreso de la Federación Sindical de Trabajadores Mineras de Bolivia (FSTMB) ese mismo 1944. Allí, como reconocimiento por su apoyo en las reivindicaciones de los trabajadores, fue nombrado Secretario de Organización, y en el congreso del año siguiente, Secretario Ejecutivo, puesto en el que fue permanentemente reelegido por las bases mineras hasta 1987.
Junto al presidente Villarroel logró que las vacaciones y el desahucio fueran incorporados en los derechos del trabajador, así que impulsaron juicios justos, con base en la ley del Trabajo de 1937, que rara vez se cumplían.
Dirigió la insurrección del 9 de abril de 1952. A la cabeza de los mineros de Milluni (La Paz) tomó el Grupo Aéreo de Caza, el Estado Mayor y finalmente el Palacio de gobierno. Recién convocaron al partido político, el Movimiento Nacionalista Revolucionario (MNR) a que se integrara en las tareas post-insurreccionales. Efectivamente el MNR formó gobierno con Paz Estensoro a la cabeza, quien llegó de Buenos Aires unos días después, donde había estado exilado. Durante el gobierno de la Revolución de 1952 Lechín fue designado como Ministro de Minas y Petróleo. Simultáneamente promovió la creación de la Central Obrera Boliviana (COB), siendo elegido secretario ejecutivo. Desempeñó un papel central en la revolución, insistiendo constantemente en la reforma agraria, en la nacionalización de minas, y en la entrega de armas a las milicias obreras y campesinas para garantizar la estabilidad del gobierno contra la posibilidad de una restauración de los grupos militares y oligárquicos. Se volvió sumamente popular. Fue el ala más izquierdista del gobierno revolucionario lo que lo llevó a confrontar con otros miembros.
En franca discrepancia con lo que él veía como políticas cada vez más conservadoras del Presidente Hernán Siles Suazo consolidó el bloque de izquierda del MNR hacia el final de la década de 1950 para oponerse al Movimiento Nacionalista Revolucionario (MNR) de derecho que estaba en el gobierno.
Víctor Paz Estensoro alegó que para reducir estas tensiones y prevenir la fragmentación Víctor Paz Estenssoro debía retornar a la actividad política y presentarse como candidato del MNR en las elecciones presidenciales de 1960. Incumplía un acuerdo entre los líderes del MNR de no reelegirse pero finalmente su astucia política logró su nominación. Eligió a Lechín como candidato a Vicepresidente, aunque a Lechín nunca le gustó el poder formal, razón por la que pronto pediría excusa al parlamento y se iría como embajador a Italia.
A su regreso de Italia en 1963, las diferencias entre el presidente Paz Estenssoro y el vicepresidente Lechín se agravaron al punto tal que aquel acaudilló la expulsión de este del MNR en la convención de 1964. Lechín fundó entonces con el bloque de izquierda el Partido Revolucionario de la Izquierda Nacionalista (PRIN).
Estas divisiones empujaron a Lechín a apoyar el golpe de Estado militar de 1964 para impedir la tercera y posiblemente vitalicia reelección de Paz Estensoro. El golpe militar derrocó al MNR. Sin embargo, el nuevo caudillo militar, Barrientos, apresó a Lechín a las pocas semanas y lo envió al exilio.  
En 1969 volvió al país y salió de la clandestinidad para presentarse en el IV Congreso de la Central Obrera Boliviana. Bajo su liderazgo se produjo una huelga general para deponer la dictadura de Ovando y liberar a los presos guerrilleros, entre ellos Regis Debray. Efectivamente, Ovando fue depuesto pero una sucesión de fracciones militares quisieron hacerse del poder. El apoyo de los sindicatos de trabajadores fue en 1970 para el General Juan José Torres, que con ese apoyo consolidó su asonada y tomó el gobierno. Lechín fue elegido presidente de la Asamblea Popular, un congreso revolucionario creado por el general reformista Juan José Torres. Lechín volvió a polarizar la situación política al intentar crear un gobierno paralelo apoyado en sindicatos y asambleas populares. Torres fue derrocado por un nuevo golpe militar ese año y Lechín volvió a exiliarse hasta 1978.
En 1978 fue reelegido secretario general de la Central Obrera Boliviana (COB). En 1980 fue el candidato presidencial del PRIN pero una vez más los militares realizaron un golpe de Estado, esta vez encabezado por Luis García-Meza) forzando a Lechín a escapar al exilio otra vez.
Volvió en 1982 clandestinamente y movilizó nuevamente a los trabajadores para apoyar un golpe que sacó al dictador Luis García-Meza, fecha en que se abrió el proceso democrático. Criticó duramente la política económica del presidente democrático Hernán Siles Zuazo (1982-85) y promovió una sucesión de huelgas. Hernán Siles Zuazo apenas subió al poder desdolarizó el país, destruyó la economía en general, quebró las cajas de seguros de los trabajadores y redujo el salario real a 9 dólares por mes. Ante ese injustificado castigo con los trabajadores que habían posibilidad y consolidado la democracia, la reacción de los sindicatos fue lanzar huelgas y bloqueos en todo el país. Posteriormente mantuvo su posición radical frente a las políticas neoliberales implementadas por Víctor Paz Estenssoro (1985-1989), presidente por cuarta vez. Durante su administración muchas minas de estaños fueron cerradas, debido a su producción declinante y al colapso de los precios en el mercado mundial.
En 1987, con 73 años de edad, Lechín dejó de liderar la FSTMB en la que fue reemplazado por Filemón Escobar y la COB, donde lo reemplazó Genaro Flores.
Murió en agosto de 2001, a la edad de 87 años a causa de una insuficiencia respiratoria. Enterrado inicialmente en el Cementerio General de La Paz, en el 2005 su cuerpo fue exhumado e incinerado, sus cenizas fueron depositadas en el Monumento a la Revolución Nacional en La Paz donde reposan hasta la actualidad.